# Right or Wrong (film)
Pour les articles homonymes, voir Right or Wrong.
Pour plus de détails, voir Fiche technique et Distribution.
Right or Wrong est un film muet américain réalisé par Gaston Méliès, sorti en 1911.

## Fiche technique
- Réalisateur et producteur : Gaston Méliès
- Sociétés de production :  Star Film
- Format : Muet - Noir et blanc - 1,33:1 - 35 mm
- Pays de production : USA
- Genre : Film dramatique
- Date de sortie : 2 novembre 1911

## Distribution
- Francis Ford : Dick Dresler
- William Clifford : Tom Newhouse